# 丘成桐
丘成桐（英語：Shing-tung Yau，1949年4月4日—），生于廣東汕头，祖籍广东蕉岭，美籍华人数学家，曾獲菲尔兹奖及沃尔夫数学奖。自小在香港成長直至大學畢業，後赴美國深造並且入籍美國。曾担任哈佛大學教授和香港中文大學博文讲座教授、清华大学丘成桐数学科学中心主任。
丘成桐出生在中国汕头，未满一岁时移居香港，1969年移居美国。他于1982年被授予菲尔兹奖，以表彰他在偏微分方程、卡拉比猜想、正能量定理和蒙格-安佩尔方程方面的贡献。2022年4月20日，丘成桐離開哈佛大学前往清華大學任職。2023年獲邵逸夫數學科學獎。

## 生平
1949年4月4日，丘成桐生於中国廣東汕頭，父親丘鎮英為哲學教授、知名教育家，家有兄弟姐妹2人，弟丘成棟日後也成為數學家。丘成桐只有几个月大时，全家移居香港，在元朗生活。丘成桐14歲時在大學教授哲學的父親丘镇英過世，由母親獨力撫養成人。於元朗永安學校就讀一年級，二年級起入讀沙田公立學校，至1960年畢業。中學時就讀香港培正中學。其後，於1966年入讀香港中文大學崇基學院數學系。大學三年級時，獲 Stephen Salaff 教授推荐前往美國加州大學伯克利分校深造，師從陳省身，並提前畢業（丘成桐於1969以三年時修畢四年課程，崇基學院准予畢業，但因未符合當時香港中文大學的年制規定，未能取得學位。）两年后（1971年）即獲得博士學位，其后在高等數學研究所作了一年博士後研究，然後在紐約州立大學石溪分校當了兩年助理教授。1974年，成為副教授。1979年以教授身份回到普林斯顿高等數學研究所。1984年至1987年担任加州大学圣地亚哥分校教授。1987年至2022年，任教於哈佛大學。
丘成桐热心于推动中国的数学发展，在中国建立并领导多个数学研究中心，致力于培养年轻数学家。他还多次对中国的科学发展谏言献策，毫不留情批评中国学术界的腐败现象。受父亲影响，丘成桐自幼便对中国古典文学、中国历史有浓厚兴趣，造诣颇深，曾作一文以述數學與中國文學之結構關係，舉《紅樓夢》及各代詩詞為例，並聯繫王國維《人間詞話》，以釋證其觀點。丘成桐於1990年加入美國籍，原因可能是有一次出了車禍，很可能被逐離美國，所以決定加入美國籍。
2022年4月20日，丘成桐離開哈佛大学前往北京清華大學任全职讲席教授。不少人猜測丘成桐的決定是受美國國內日益增加的反華情緒及獵巫行為影響。儘管丘成桐沒有說明這是否令到他離開的原因，但他2021年9月在對哈佛新生的演講中，把美國現時的學術環境與蘇聯進行了比較，說「當年美國政府批評蘇聯的學術環境，想不到在這裏復活」。

## 成就
丘成桐是公认的当代最具影响力的数学家之一。他的工作深刻变革并极大扩展了偏微分方程在微分几何中的作用，影响遍及拓扑学、代数几何、表示论、广义相对论等众多数学和物理领域。

### 卡拉比猜想
1976年，丘成桐解决关于凯勒－爱因斯坦度量存在性的卡拉比猜想，其结果被應用在超弦理論中，对統一場論有重要影响。第一陈类为零的紧致凯勒流形称为卡拉比－丘流形，在数学与弦论中都很重要。作为应用，丘成桐还证明塞梵利猜想，发现宮岡－丘不等式。丘成桐对 c1 > 0 情形的凯勒－爱因斯坦度量存在性也作出了重要的贡献，猜想了它与代数几何中几何不变量理论意义下的稳定性的关系。这激发了 Donaldson 关于数量曲率与稳定性等一系列的重要工作。

### 閔科夫斯基問題
丘成桐与郑绍远合作证明实与複的 Monge-Ampère 方程解的存在性，并证明高維閔科夫斯基問題，拟凸域的凯勒－爱因斯坦度量存在性问题。

### 正能量定理
丘成桐开创了将极小曲面方法应用于几何与拓扑研究的先河。经过对极小曲面在时空中行为的深刻分析，1978年他与理查德·舍恩（Richard Schoen）合作證明广义相对论中的正能量定理，因此表明愛因斯坦的理論具有一致性與穩定性。

### 埃爾米特－愛因斯坦度量
丘成桐与凱倫·烏倫貝克（Karen Uhlenbeck）合作证明任意紧致凯勒流形上稳定丛的埃爾米特－愛因斯坦度量的存在性，推广唐纳森关于射影代数曲面，以及 Narasimhan 和 Seshadri 关于代数曲线的结果。

### 弗蘭克爾猜想
丘成桐与蕭蔭堂合作解决弗蘭克爾猜想，即紧致正曲率凯勒流形与複射影空间双全纯同构。

### 史密斯猜想
丘成桐与米克斯（ William H. Meeks） 合作解决三維流形極小曲面一个著名的问题，即一条极值约当曲线的极小圆盘的 Plateau 问题的 Douglas 解，当边界曲线是一个凸边界的子集，那么它在三维空间中是嵌入的。他们接着证明这些嵌入极小曲面在有限群作用下是等变的。他们的工作与威廉·瑟斯頓结合可以推出史密斯猜想。

### 镜对称猜想
丘成桐与连文豪、刘克峰合作证明弦论学家提出的镜像对称猜想，这些公式给出了用对应的镜像流形上的 Picard-Fuchs 方程表示的一大类卡拉比－丘流形上有理曲线数目的显式表达。

### 刘孙丘度量
丘成桐与刘克峰、孙晓峰合作证明曲线模空间上各种几何度量的等价性，被命名为刘孙丘度量。

## 推动華人世界数学发展

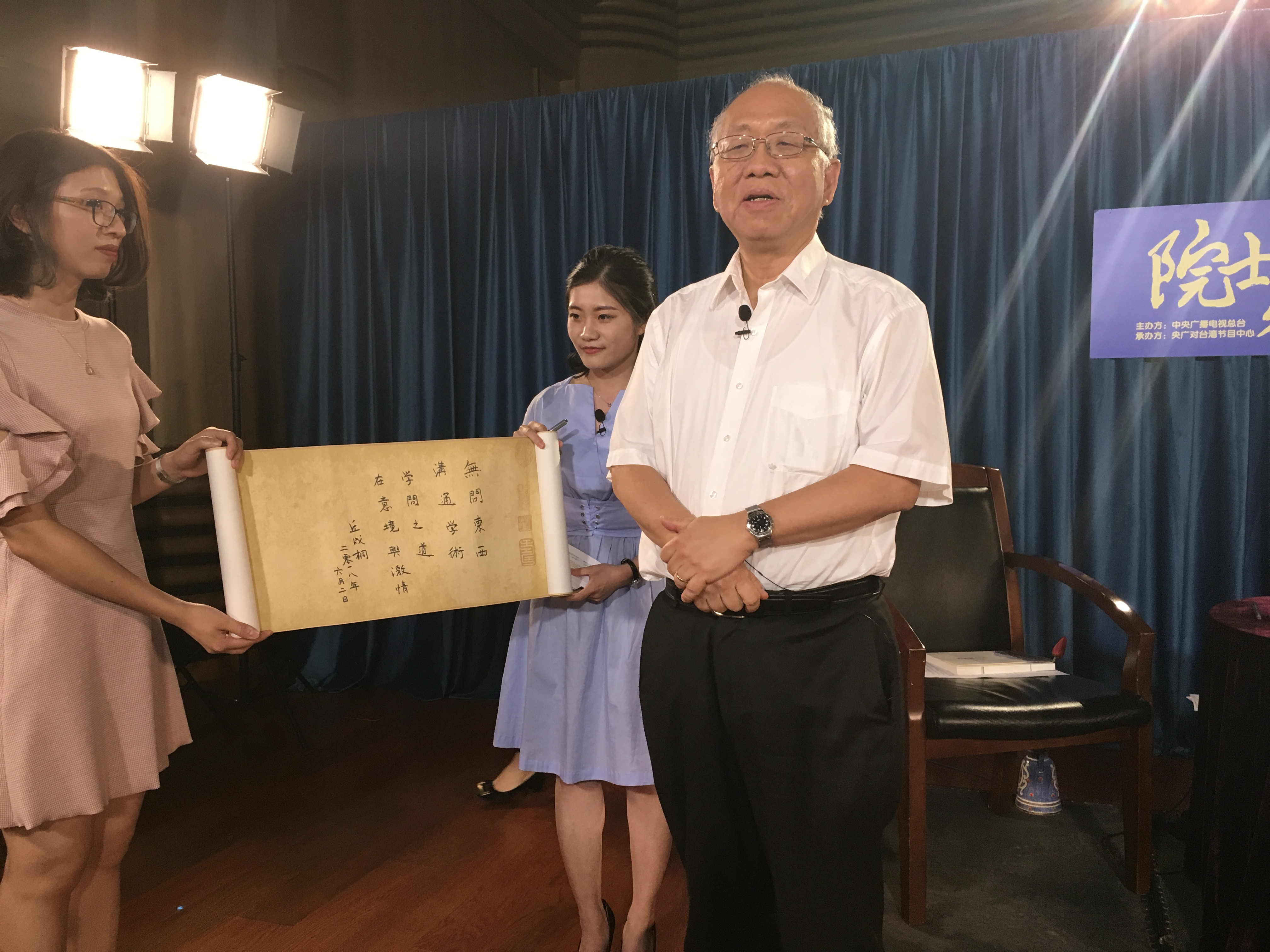
丘成桐在中央廣播電視總台央广神州之声《院士來了》节目录制现场（2018年）

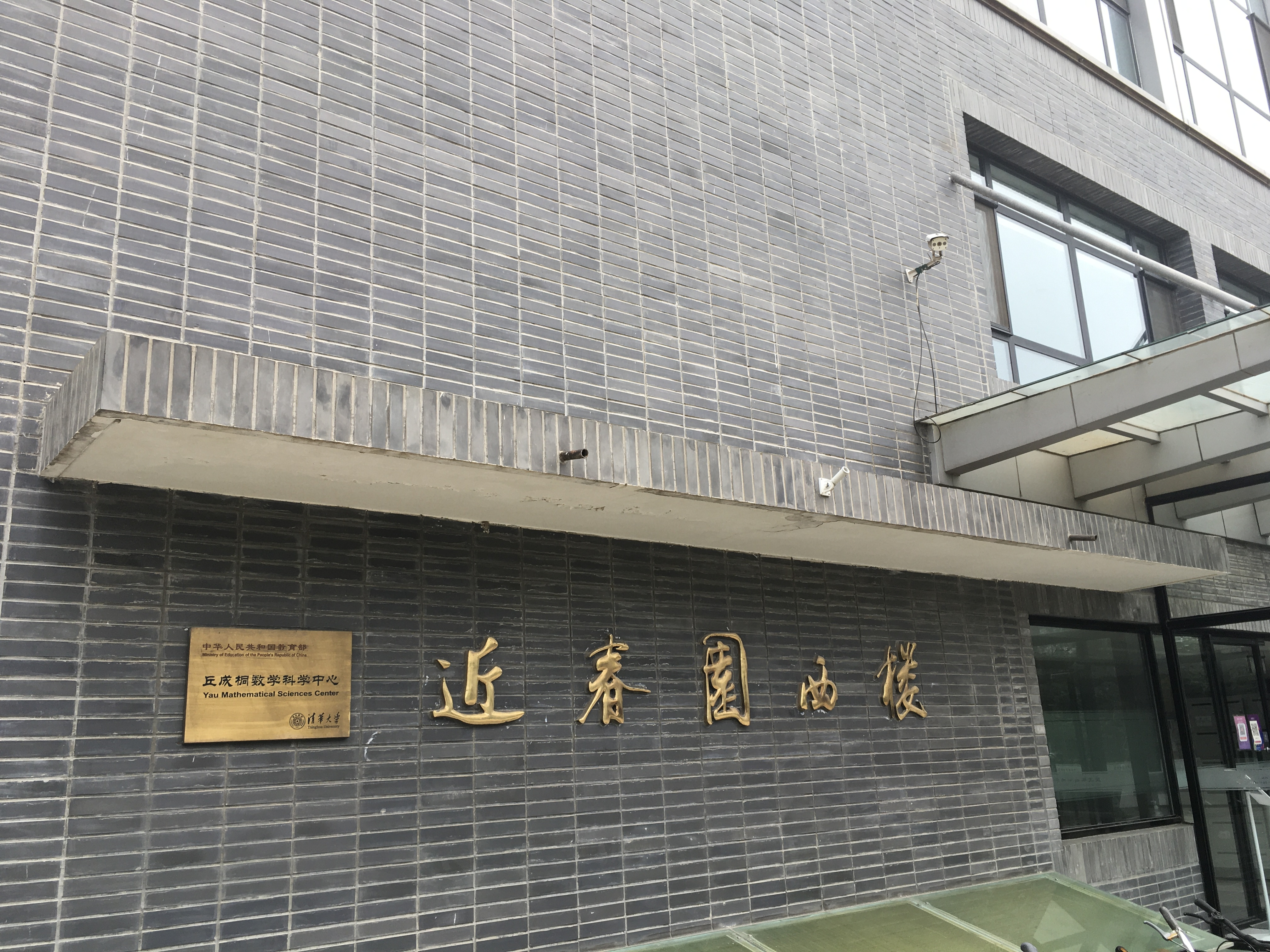
清華大學丘成桐數學中心

丘成桐出生于中国大陸，在香港长大，深受中国传统文化的影响，并坚信帮助華人世界推动数学发展是自己的责任。为了帮助发展華人世界数学，丘成桐想尽了各种办法，与他钻研数学问题颇为相似。他培养華人留学生，建立数学研究所与研究中心，组织各种层次的会议，发起各种人才培养计划，并募集大量资金。
在二十世纪七十年代中国对外开放后，丘成桐受到中国著名数学家华罗庚的邀请，于1979年访问中国大陸。丘成桐建立的第一个数学研究所是1993年成立的香港中文大学数学研究所。第二个是1996年建立的北京晨兴数学中心。中心建立与运作的大部分经费都是丘成桐从香港晨兴基金会筹得的。第三个是建立于2002年的浙江大学数学科学中心。第四个是建立于2009年的清华大学数学研究中心。丘成桐是这四大研究机构的主任，经常例行工作视察，作报告，指导学生，组织学术会议与暑期学校等。除了这三个研究中心，丘对于台湾国家理论科学中心的建立以及台湾数学的发展作出了重要的贡献。1997年，他受台湾國立清华大学校长刘炯朗邀请，作为讲席教授访问一年。若干年后，他建议已是中華民國國家科學委員會主席的刘炯朗，建立理论科学研究中心。正式成立是在1998年。他担任理论科学研究中心顾问委员会主任直到2005年。2020年6月，丘成桐又在北京市怀柔区怀柔科学城建立北京雁栖湖应用数学研究院。
为了增进华人数学家的交流与合作，丘成桐发起组织国际华人数学家大会。会议每三年一届。除了邀请报告外，还邀请几位非华裔数学家作晨兴讲座。每次大会的焦点是颁发晨兴数学奖，陈省身奖。第一届大会于1998年12月12－18日在北京晨兴数学中心召开。来自世界各地华人数学家的反响与支持非常热烈，有400多人与会。这是第一次在中国举行的重要数学国际会议。第二届大会于2001年在台湾召开，第三届大会2004年在香港举行，第四届大会2007年在浙江大学举行，第五届大会于2010年在清华大学举行，第六屆大會於2013年在國立臺灣大學舉行。从第四届大会开始正式设立面向大学生，硕士与博士生的新世界数学奖。
为了激发中学生对于数学研究的兴趣和创造力，培养和发现年轻的数学天才，2004年，丘成桐首先在香港成立了面向香港中学生的两年一届的“恒隆数学奖”。2008年，在泰康人寿保险公司董事长陈东升先生和美国坦普顿基金会的支持下，於中國大陸成立丘成桐中学数学奖（現名：丘成桐中学科学奖）。自2013年起，增设丘成桐中学物理奖。2010年開始，於两岸三地举办“丘成桐大学生数学竞赛”，该比赛在同年年底首次举行。除在中國大陸培育年輕學子外，丘成桐也不忘臺灣地區之數學發展，於2009年起也與國立臺灣大學合作設立丘成桐中學數學獎以積極發掘並培養青少年數學人才。

## 文化思想
丘成桐的文化思想深受其父的影响。他十歲時他父親丘鎮英要求他和他的大哥練習柳公權，王羲之的書法，念唐詩、宋詞，背誦古文。這些文章到現在他還可以背下來，做學問和做人的態度，在文章中都體現出來。
他还曾表示：我們愛看武俠小說，父親覺得這些小說素質不高，便買了很多章回小說，還要求孩子們背誦裏面的詩詞，比如《紅樓夢》里的詩詞。後來，父親還讓我讀魯迅、王國維、馮友蘭等的著作，唐君毅和熊十力的哲学书，以及西方的書籍如歌德的《浮士德》等。這些書看起來與我後來研究的數學沒有什麼關係，但是這些著作中所蘊含的思想對我後來的研究產生了深刻的影響。

### 注重藝術與體育教育
丘表示，音樂、美術與體育學生的教育和人格的訓練具有重要的影響，包括體育訓練人的集中力、音樂和美術則能陶冶性情。

### 群育
群育中小學要特別重視獨立人格培養：假如學生在學校里不能學習與人相處，並享受到它的好處，就不如在家裏請一位家庭教師來教導。但現代社會乃是一個合群的社會，學生必須學習與同學相處，並尊重有能力有學問的老師和同學。學生必須懂得如何尊重同學的長處，幫助有需要的同學。學生要培養與他人溝通合作的能力、獨立思考的能力、團隊協作的精神，對周圍人和對社會的責任感，等等，並在這種環境中去訓練自己。
美國的教學體系，有很多地方值得我們學習，雖然這也不見得是一個理想的體系。比如美國的高中和大學對成績就不給出分數，只給出A、B、C、D。這不是件壞事情，可以削弱學生之間不必要的競爭。為分數而斤斤計較以及爭奪班裏的第一名，會破壞學生之間的合作，集體的力量得不到尊重。中小學教育里要特別注重對學生獨立人格和品性的培養，學生的個性和個人特點也受到充分的尊重和肯定。

## 相關事件
- 流形的命运
- 田刚丘成桐事件
- 中國是否建設對撞機[14][15]

## 个人生活

### 家庭
他和太太郭友云育有二子，長子丘明誠為哈佛大學醫學院教授，次子丘正熙曾奪美國英特爾高中天才科學獎第60屆決賽獎。

## 書籍
- 真与美：丘成桐的数学观（2023年）
- 大宇之形（2018 年，中譯： The Shape of Inner Space）
- 我的几何人生：丘成桐自传（2021 年，The Shape of a Life: One Mathematician's Search for the Universe's Hidden Geometry）
- 微分几何讲义（2004 年）

## 荣誉

### 获奖[16]
- 2023年：邵逸夫奖
- 2018年，马塞尔·格罗斯曼奖[17]
- 2010年，以色列沃尔夫数学奖
- 2003年，中华人民共和国国际科学技术合作奖
- 1997年，美国国家科学奖章
- 1994年，瑞典皇家科学院克拉福德奖
- 1991年，德国洪堡德研究獎（英语：Humboldt Prize）
- 1985年，麦克阿瑟奖
- 1984年，《科学文摘》评选的美国100位40岁以下最具影响力的科学家
- 1983年，国际数学家大会菲尔兹奖
- 1981年，美国科学院 約翰·卡迪數學獎[18]
- 1981年，美国数学会韦布伦奖
- 1980年，约翰·西蒙·古根漢奖
- 1979年，美国加州年度杰出科学家
- 1975－1976年，斯隆研究奖

### 院士
- 2008年，印度科学院外籍院士
- 2005年，意大利Lincei科学院外籍院士
- 2005年7月，中華人民共和国国务院华人事务办公室顾问组的海外专家
- 2003年，俄罗斯科学院外籍院士
- 1995年，中国科学院外籍院士
- 1993年，美国科学院院士
- 1993年，美国科学促进协会会员
- 1990－1992年，美国数学理事会成员
- 1989年，美国伯克利数学科学研究中心学术委员会成员
- 1989年，美国科学院数学科学委员会成员
- 1985年，美国物理学会会员
- 1985年，美国工业与应用数学学会成员
- 1984年，中華民國中央研究院院士
- 1983年，美国纽约科学院院士
- 1982年，美国艺术与科学院院士
- 1980年，中国科学院数学研究所学术委员会名誉委员
- 1971年，美国数学學会会员

### 荣誉博士
- 2014年5月11日，伊利諾大學芝加哥分校
- 2011年6月17日，滑鐵盧大學
- 2010年6月5日，國立成功大學
- 2009年5月18日，理海大學
- 2005年11月15日，國立臺灣大學
- 2005年5月22日，紐約大學理工學院
- 2004年11月，香港科技大学[19]
- 2004年7月，國立中央大學[20]
- 2003年3月，浙江大学[21]
- 2002年6月16日，澳门大学[22]
- 2000年6月24日，國立清華大學
- 1997年6月21日，國立交通大學
- 1987年9月，哈佛大學
- 1980年12月，香港中文大學

### 名誉教授
- 2009年－，湖南师范大学名誉教授
- 2009年－，中国西北大学名誉教授[23]
- 2009年－，中北大学名誉教授[24]
- 2006年－，中国华中科技大学名誉教授[25]
- 2004年－，中国华东师范大学名誉教授
- 2002年－，浙江大学名誉教授
- 1999年－，中国科学技术大学名誉教授
- 1998年－，北京大学名誉教授
- 1993年－，南开大学名誉教授
- 1987年－，清华大学名誉教授
- 1987年－，杭州大学名誉教授
- 1983年－，复旦大学名誉教授
- 1983年－，中国科学院名誉教授

### 受邀讲座
- 2012年，美国匹兹堡大学“Edmund R. Michalik”杰出学者讲座
- 2012年，美国迈阿密大学“McKnight-Zame”杰出学者讲座
- 2010年，加拿大滑铁卢大学数学系
- 2007年，杰出系列讲座，加州大学洛杉矶分校
- 2005年，华罗庚数学讲座，中国科学院数学与系统科学研究院
- 2005年，国际弦理论大会，加拿大多伦多 Fields 数学研究所
- 2005年，Andrewesky 讲座，德国哥廷根
- 2004年9－12月，Eilenberg 讲座，美国哥伦比亚大学数学系
- 2004年5月，Bloomberg 讲座，美国得克萨斯州奥斯丁大学
- 2003年，杰出学者讲座，美国加州大学洛杉矶分校数学系
- 2003年，Andre Aisenstadt Chair 系列讲座，加拿大蒙特利尔大学数学系
- 1999年，Hans Rademacher 讲座，美国宾夕法尼亚大学数学系
- 1999年，Stefan Bergman 讲座，美国斯坦福大学数学系
- 1998年，邵逸夫杰出学者讲座，香港中文大学
- 1997年，Rufus Bowen 讲座，美国加州大学伯克利分校数学系
- 1988年，美国数学会研讨会
- 1983年，James K. Whittemore 讲座，美国耶鲁大学数学系
- 1982年，Alexander Ziwet 讲座，美国密歇根大学数学系
- 1982年，国际数学家联合会特邀讲座，瑞士苏黎士
- 1981年，第33届英国数学研讨会，伦敦数学会
- 1979年，Milton Brockett Porter 讲座，美国莱斯大学数学系
- 1978年，国际数学家大会，一小时报告，芬兰赫尔辛基